# Bodnár Pál
| Bodnár Pál                                | Bodnár Pál                                |
| Kattints az alábbi külső linkek egyikére! | Kattints az alábbi külső linkek egyikére! |
| ----------------------------------------- | ----------------------------------------- |
| Nem található szabad kép.(?)              |                                           |
| külső link · jogvédett                    | Közgazdász. 1987. 7. sz. Bodnár Pál elől. |

Bodnár Pál (Vizsoly, 1938. december 12. – Budapest, 2014. május 17.) közgazdász, egyetemi docens a Budapesti Corvinus Egyetemen, majd főiskolai tanár a Budapesti Gazdasági Egyetemen, az MTA doktora.

## Életpályája
Az MKKE ipar szakán 1961-ben kezdte mag tanulmányait esti tagozaton, 1966-ban közgazdász oklevelet szerzett, ugyanott 1967-ben doktorált. Az MTA-n a közgazdaság-tudomány kandidátusa (1975), majd az MTA doktora (1990) fokozatokat nyerte el. Kandidátusi értekezésének a címe: „A termelésirányítási funkciók fejlesztése az iparvállalatoknál"
MTA doktori értekezésének a címe: „Iparvállatok informatikai modellezése”
A Budapesti Április 4. Gépgyár tervgazdásza (1957–1963), a Könnyűipari Szervezési Intézet üzemszervezője (1964–1966), MKKE Ipari Üzemszervezési Tanszék adjunktusa (1967–1975), egyetemi docense (1975–1977), a Pénzügyi és Számviteli Főiskola Szervezési Tanszékének főiskolai tanára (1977–1998), tanszékvezetője (1986–1998), tudományos főigazgató helyettese (1993–1996). 1998. december 30-tól nyugdíjas. 1980–1985 között a Pénzügyi és Számviteli Főiskola Salgótarjánban működő kihelyezett tagozatán is dolgozott.
Vezetés- és szervezésmódszertannal, számítástechnikával, vállalati- és pénzügyi informatikával foglalkozott. Új típusmódszert alkotott a termelés-irányítás döntésrendszerére, programozására és gyártás irányítására. 5 szoftver és 30 szakcikk szerzője. Önállóan és társszerzőkkel 33 könyvet publikált.

## Legfontosabb publikációi
- OSZK 33 könyvének az adatait közölte.[4]
- A gyártmányösszetétel optimalizálása. Közgazdasági és Jogi Könyvkiadó, Budapest, 1970
- Iparvállalatok szervezése és tervezése: iparvállalatok hosszú-, középtávú és éves tervezése. (Társszerzők Marcell Jenő, Tatár József) Tankönyvkiadó, Budapest, 1974
- Munkaszervezés az iparvállalatoknál. Tankönyvkiadó, Budapest, 1978
- Termelésirányítási modellek. Prodinform, Budapest, 1985
- A vállalat informatikai modellezése. Tankönyvkiadó, Budapest, 1988
- Gazdasági informatika (társszerző Paróczai Péter) Pénzügyi és Számviteli Főiskola, Budapest, 1995
- Vállalati informatika, Perfekt Zrt, Budapest, 2008
- A gazdasági informatika alapjai. (Társszerzők: Benkőné Deák Ibolya, Gyurkó György) Perfekt, Budapest, 2008
- SAP alkalmazások I. Perfekt Zrt, Budapest, 2006
- SAP alkalmazások II. Perfekt Zrt, Budapest, 2006